# Joan Ignasi Pujana Fernández
Juan Ignacio Pujana Fernández (Barcelona, 1948) és un polític català del PSC d'origen basc. Militant d'UGT i vinculat a moviments veïnals a l'Hospitalet de Llobregat durant els darrers anys del franquisme, fou president de la Comunitat de Veïns de Bellvitge i va ser el primer alcalde democràtic de l'Hospitalet (1979-1994).
Ocupà el càrrec fins al 9 de maig de 1994, quan fou obligat a dimitir per haver estat acusat per la fiscalia del Tribunal Superior de Justícia de Catalunya dels delictes de tràfic d'influències i suborn. Va ser substituït per Celestino Corbacho. El 31 de juliol de 1995 fou condemnat a sis anys d'inhabilitació, 300.000 pessetes de multa i un mes i un dia d'arrest per un delicte de tràfic d'influències, però la sentència l'absolgué de dos delictes de suborn per a la concessió d'obres d'un aparcament a causa de falta de proves. El 1997 fou acusat novament de malversació de cabals públics per l'adjudicació irregular d'un aparcament, però el 2 de febrer de 1998 fou absolt per l'Audiència de Barcelona.